# Postnovísimos
Se denomina Postnovísimos (según Luis Antonio de Villena) o Generación de los ochenta (según José Luis García Martín) a un grupo de poetas españoles nacidos entre 1951 y 1965 que comenzó a publicar entre 1976 y 1980.

## Historia
La antología Postnovísimos (Madrid: Visor, 1986) de Luis Antonio de Villena agrupa a doce autores bajo este marbete: Julio Llamazares, José Gutiérrez, Miguel Mas, Julia Castillo, Luis García Montero, Blanca Andreu, Felipe Benítez Reyes, Illán Paesa (en realidad un pseudónimo o heterónimo del propio Villena), Ángel Muñoz Petisme, Rafael Rosado, Jorge Riechmann y Leopoldo Alas Mínguez. Junto a estos autores, algunos han añadido a Andrés Trapiello, Julio Martínez Mesanza, Carlos Marzal, Vicente Gallego y Esperanza López Parada. Varios de ellos reaparecieron en otra selección de Luis Antonio de Villena: Fin de siglo. Antología (1992). Años más tarde Villena insistió en la variedad de opciones literarias ("una formación continuista y sin conciencia de grupo"), señalando dos líneas básicas: por un lado, "el uso personalizado de la tradición clásica" y por otro "la que por mal nombre se ha denominado poesía del silencio y que debiera llamarse, mejor, poesía minimalista o tradición (aunque a veces desde ángulos mentales diversos) de la poesía pura".
Se les suele dividir generalmente en dos corrientes: poesía de la experiencia, acaudillada por Luis García Montero, partidaria de la fusión del individuo en la experiencia común, y poesía de la diferencia, más minoritaria y entregada al subjetivismo. En todo caso, no se inclinan ni hacia la tradición clásica del culturalismo o castellanismo ni hacia el minimalismo de la metapoesía. Experimentan, sin embargo, un parcial influjo de los Novísimos y sobre todo de la Generación del 50.
No comenzaron a despertar atención hasta 1980, cuando Blanca Andreu ganó el Premio Adonáis con su libro De una niña de provincias que se vino a vivir en un Chagall (1981), libro que rompía con el culturalismo y la metapoesía por medio de un tipo de personal poesía neosurrealista.